# مرتضی میرمنتظمی
مرتضی میرمنتظمی (زادهٔ ۱۲ اسفند ۱۳۶۲) کارگردان طراح صحنه، لباس و نور تئاتر، فیلم‌ساز و سرپرست گروه تئاتر مشق است.

## زندگی‌نامه
فعالیت وی از سال ۱۳۸۴ با ورود به شهر تهران و تحصیلات در رشته کارگردانی دانشکده هنر و معماری و شرکت در جشنواره بین‌المللی تئاتر دانشگاهی ایران ادامه پیدا کرد. وی با اجراهای نخست خود در تالار مولوی توانست به عنوان کارگردان به تئاتر حرفه‌ای ایران معرفی شود.
او در سالهای فعالیت تئاتری خود موفق به دریافت جوایز متعددی در حوزه‌های کارگردانی، طراحی و نویسندگی تئاتر شده است و آثارش مورد استقبال تماشاگران و منتقدان قرار گرفته است
آثار او به غیر از ایران در کشورهای مختلفی از جمله هلند، فرانسه، ایتالیا، لهستان، آمریکا، آلمان، جمهوری چک، ژاپن، کره جنوبی، بلاروس، بنگلادش، مکزیک و ارمنستان روی صحنه رفته است.
در سال ۱۳۹۷ نمایش «مالی سوئینی» به کارگردانی وی و با بازی امیر آقایی، صابر ابر، الهام کردا روی صحنه تئاتر شهر رفت و توانست پرفروش‌ترین نمایش آن سال شود و همچنین در سال ۱۴۰۳ با این نمایش در تالار وحدت توانست پرفروش‌ترین نمایش تاریخ تالار وحدت در تمامی ادوار شود.

## کارگردانی و طراحی صحنه و لباس تئاترهای
- «مالی سویینی» - تالار وحدت – ۱۴۰۳[۸][۹]
- «کلاغ چوبی» - فستیوال تئاتر هایفست - ارمنستان – ۱۴۰۳[۱۰]
- «سلف پرتره» - (اجرای خصوصی و مستقل با نویسندگی هادی احمدی) - پلتفرم وست – ۱۴۰۳
- «کلفت‌ها» - تالار وحدت – ۱۴۰۱[۱۱][۱۲]
- «مالی سویینی» - سالن اصلی تئاتر شهر – ۱۳۹۷[۱۳][۱۴]
- «بکت» – تماشاخانه ایرانشهر سالن ناظرزاده - ۱۳۹۶[۱۵]
- «پنج ثانیه برف» – تالار حافظ – ۱۳۹۵[۱۶]
- «مالی سویینی» – تماشاخانه ایرانشهر – ۱۳۹۴[۱۷]
- «P2» - تالار حافظ – ۱۳۹۳ و سی و دومین جشنواره بین‌المللی تئاتر فجر[۱۸]
- «فرکانس» - کارگاه نمایش، تئاتر شهر – ۱۳۹۱ و سی و یکمین جشنواره بین‌المللی تئاتر فجر[۱۹]
- «ابرها» - تالار اصلی مولوی – ۱۳۹۰ و سی امین جشنواره بین‌المللی تئاتر فجر[۲۰]
- «فیل قرمز» - سی و یکمین فستیوال بین‌المللی آلیس - ۱۳۹۳ و فستیوال بین‌المللی ایتز - ۱۳۹۴[۲۱][۲۲][۲۳]
- «زن، مرد» - بیست و نهمین جشنواره بین‌المللی تئاتر فجر - ۱۳۸۹[۲۴]
- «مرگ ناصری» - خانه نمایش اداره تئاتر - ۱۳۹۰[۲۵]
- «ابرهای تاریک» - هفتمین جشنواره تئاتر ماه، سالن مهر – ۱۳۸۹[۲۶]
- «سکوتی برای مرثیه دریا» - خانه هنرمندان ایران، سالن انتظامی - ۱۳۸۹[۲۷]
- «زباله» - سیزدهمین جشنواره بین‌المللی تئاتر دانشگاهی ایران - ۱۳۸۹[۲۸]
- «آسانسور» - خانه هنرمندان ایران، سالن ناصری - ۱۳۸۸
- «داستان خرسهای پاندا» - دوازدهمین جشنواره بین‌المللی تئاتر دانشگاهی ایران - ۱۳۸۸[۲۹]
- «زندگی من» - دوازدهمین جشنواره بین‌المللی تئاتر دانشگاهی ایران - ۱۳۸۸
- «سیاره آدمکهای رهگذر» - خانه هنرمندان ایران، سالن انتظامی - ۱۳۸۸[۳۰]
- «در رستوران» - خانه کوچک نمایش - ۱۳۸۸
- «من» - یازدهمین جشنواره تئاتر تجربه - ۱۳۸۸[۳۱]
- «فاوست» - تالار کوچک مولوی - ۱۳۸۷[۳۲]
- «یک اتاق با دو در» - خانه هنرمندان ایران، سالن انتظامی - ۱۳۸۶[۳۳]

## کارگردانی فیلم کوتاه
- «آنکادر» (SOLO) – ۱۳۹۹[۳۴][۳۵][۳۶][۳۷]
- «روی شاخه‌ها» – ۱۳۹۶[۳۸]
- «سایلنت» – ۱۳۹۵[۳۹]

## حضور بین‌المللی
- هلند، آمستردام - فستیوال بین‌المللی ایتز - ۲۰۱۶[۴۰]
- فرانسه، پاریس - دو اجرا - ۲۰۱۶[۴۱]
- ایتالیا، رُم - نهمین فستیوال بین‌المللی رُم - ۲۰۱۲[۴۲]
- لهستان، ورشو - ششمین فستیوال بین‌المللی آی تی سِلف - ۲۰۱۱[۴۳]
- جمهوری چک، بِرنو - بیست و یکمین فستیوال بین‌المللی سِت کانی - ۲۰۱۱[۴۴][۴۵]
- ژاپن، توکیو - سی و یکمین فستیوال بین‌المللی آلیس - ۲۰۱۵[۴۶]
- کره جنوبی، سئول - شانزدهمین فستیوال بین‌المللی چن چئون - ۲۰۱۴[۴۷]
- بلاروس، مینسک - هفتمین فستیوال بین‌المللی کوفار - ۲۰۱۰[۴۸]
- ارمنستان، ایروان - هفتمین و بیست ودومین فستیوال بین‌المللی هایفست - ۲۰۰۹ و ۲۰۲۴[۴۹][۵۰]
- مکزیک، لاپاز – نوزدهمین فستیوال فیلم سینه پبر (XIX Cine Pobre Film Festival) – ۲۰۲۱
- آمریکا، فیلادلفیا – چهاردهمین فستیوال فیلم آمریکایی آسیایی فیلادلفیا -(Philadelphia Asian American Film Festival) – ۲۰۲۱[۵۱]
- بنگلادش، داکا – بیستمین فستیوال فیلم داکا (Dhaka Film Festival) – ۲۰۲۲[۵۲]
- آلمان، مونیخ – فستیوال فیلم کینو اسیل (Kinoasyl Film Festival) – ۲۰۲۲
- آلمان، مونیخ – بخش فیلم فستیوال فرهنگ ترمه – ۲۰۲۲

## طراحی
- طراحی صحنه در نمایش «دست نیافتنی‌ها» به کارگردانی علیرضا کوشک جلالی – تهران، تماشاخانه ایرانشهر، سالن ناظرزاده – ۱۳۹۴
- طراحی صحنه در نمایش «یک بزرگداشت باشکوه» به کارگردانی رحمت امینی – تهران، تئاتر شهر، کارگاه نمایش – ۱۳۹۲
- طراحی صحنه، لباس و نور در نمایش «جیجک علی شاه یا اوضاع دربار قاجار» به کارگردانی رحمت امینی – تهران، تئاتر شهر، سالن سایه – ۱۳۹۲
- طراحی صحنه در نمایش «آکواریوم، هوا» به کارگردانی یاسر خاسب – تهران، بیست و نهمین جشنواره بین‌المللی تئاتر فجر، تالار وحدت – ۱۳۸۹
- طراحی صحنه و مدیر هنری در نمایش «۲۵» به کارگردانی محمد یعقوبی – تهران، فرهنگسرای نیاوران – ۱۳۹۳
- طراحی صحنه در نمایش «اتللو» به کارگردانی سعید هاشم‌زاده – تهران، تالار مولوی – ۱۳۹۳
- طراحی صحنه و لباس و مشاور کارگردان درنمایش «مسافرخونه» به کارگردانی شیما فرهمند – تهران، خانه هنرمندان ایران، سالن انتظامی - ۱۳۸۹
- طراحی صحنه و لباس در نمایش «خیر، شر، کلفتها» به کارگردانی مهدی مشهور – تهران، تالار مولوی – ۱۳۸۷
- طراحی صحنه و لباس در نمایش «منظومه آدمکها» به کارگردانی مهدی مشهور – ایروان، فستیوال بین‌المللی هایفست ارمنستان – ۲۰۰۸
- طراحی لباس در نمایش «دیوار چین» به کارگردانی مریم معترف – تهران، تالار مولوی – ۱۳۸۷
- طراحی صحنه و لباس در نمایش «لبخند بزن آقای آرابال» به کارگردانی پوریا اسدی – تهران، خانه کوچک نمایش – ۱۳۸۷
- طراحی صحنه درنمایش «خاطره درخت‌های شاتوت» به کارگردانی علیرضا صمدی– پانزدهمین جشنواره بین‌المللی تئاتر دانشگاهی ایران – ۱۳۹۱
- طراحی صحنه در نمایش «زورو محاکمه می‌شود» به کارگردانی شایان افکاری – تهران، فرهنگسرای نیاوران – ۱۳۹۳

و طراحی پوستر و بروشور بیش از ۶۰ نمایش از جمله نمایش‌های: روال عادی (محمدرضا خاکی)، این روبان سیاه (محمد مساوات)، پرتره (محمدرضا خاکی)، بیوه‌ها (شهاب الدین حسین پور)، عکس من (عباس جمالی)، مالیخولیای محبوب من (بهاره رهنما و…)، اتللو، یک کولاژ (سعید هاشم‌زاده)، هوموریباس (یاسر خاسب)، افسانه‌های تبای (امین طباطبایی)، مچ‌گیری (رحمت امینی)، خیر، شر، کلفتها (مهدی مشهور)، منظومه آدمکهایی برای صحنه (مهدی مشهور)، مسافرخونه (شیما فرهمند)، خاطره درخت‌های شاتوت در آینه‌های محدب (علیرضا صمدی)، هیچ‌کس دلش برای شما تنگ نشده (شهاب الدین حسین پور)، در جستجوی جایی گرم (علیرضا صمدی)، اگه یه روز صبح (مسعود موسوی)، در (مهدی مشهور) و…

## جوایز
- کسب رتبه بهترین کارگردان سال در جشن کارگردانان خانه تئاتر - ۱۳۹۰
- دریافت جایزه بهترین اثر در شانزدهمین فستیوال بین‌المللی چن جئون کره جنوبی، سئول - ۲۰۱۴
- دریافت جایزه بهترین طراحی صحنه در هفدهمین جشنواره بین‌المللی تئاتر دانشگاهی ایران - ۱۳۹۳
- دریافت جایزه کار برگزیده در هفتمین فستیوال بین‌المللی کوفار بلاروس، مینسک - ۲۰۱۰
- دریافت جایزه اول کارگردانی و کار برگزیده در دهمین جشنواره تئاتر تجربه - ۱۳۸۷
- دریافت جایزه بهترین متن و طرح در یازدهمین جشنواره بین‌المللی تئاتر عروسکی دانشجویان - ۱۳۸۸
- دریافت جایزه بهترین طراحی صحنه و کار برگزیده در یازدهمین جشنواره تئاتر تجربه - ۱۳۸۸
- دریافت جایزه بهترین تنظیم متن برای رادیو در سیزدهمین جشنواره بین‌المللی تئاتر دانشگاهی ایران - ۱۳۸۹
- برنده جایزه بهترین فیلم از نگاه تماشاگران در فستیوال فرهنگ ترمه در کشور آلمان - ۱۴۰۱
- برنده جایزه بهترین فیلم مستقل در نوزدهمین فستیوال فیلم سینه پبر مکزیک - ۱۴۰۱

## دیگر فعالیت‌ها
- عضو حلقه تئاتر دانشگاهی ایران
- عضو انجمن علمی خانه تئاتر دانشگاهی ایران
- طراحی و کارگردانی مراسم اختتامیه هفدهمین جشنواره تئاتر دانشگاهی ایران
- برگزاری دومین دوره نمایش خوانی شنبه‌های مولوی – تالار مولوی - اسفند ۱۳۹۱
- داوری در ادوار مختلف جشنواره تئاتر دانشگاهی ایران، جشنواره تئاتر تجربه، جشنواره تئاتر فجر، جشنواره تئاتر شهر، شمسه، کیش و…